# Mária Immakuláta Klementina nápoly–szicíliai királyi hercegnő
Bourbon–Szicíliai Mária Immakuláta (teljes nevén Mária Immakuláta Klementina királyi hercegnő, olaszul: Maria Immacolata di Borbone-Due Sicilie, németül: Maria Immaculata von Neapel-Sizilien; Caserta, 1844. április 14. – Bécs, 1899. február 18.), a Bourbon-házból származó nápoly–szicíliai királyi hercegnő, II. Ferdinánd nápoly–szicíliai király és Habsburg–Tescheni Mária Terézia főhercegnő leánya, aki Habsburg–Toscanai Károly Szalvátorral kötött házassága révén osztrák főhercegné. Fia, Ferenc Szalvátor házassága révén Habsburg–Lotaringiai Mária Valéria főhercegnő anyósa.

## Élete

### Származása, testvérei

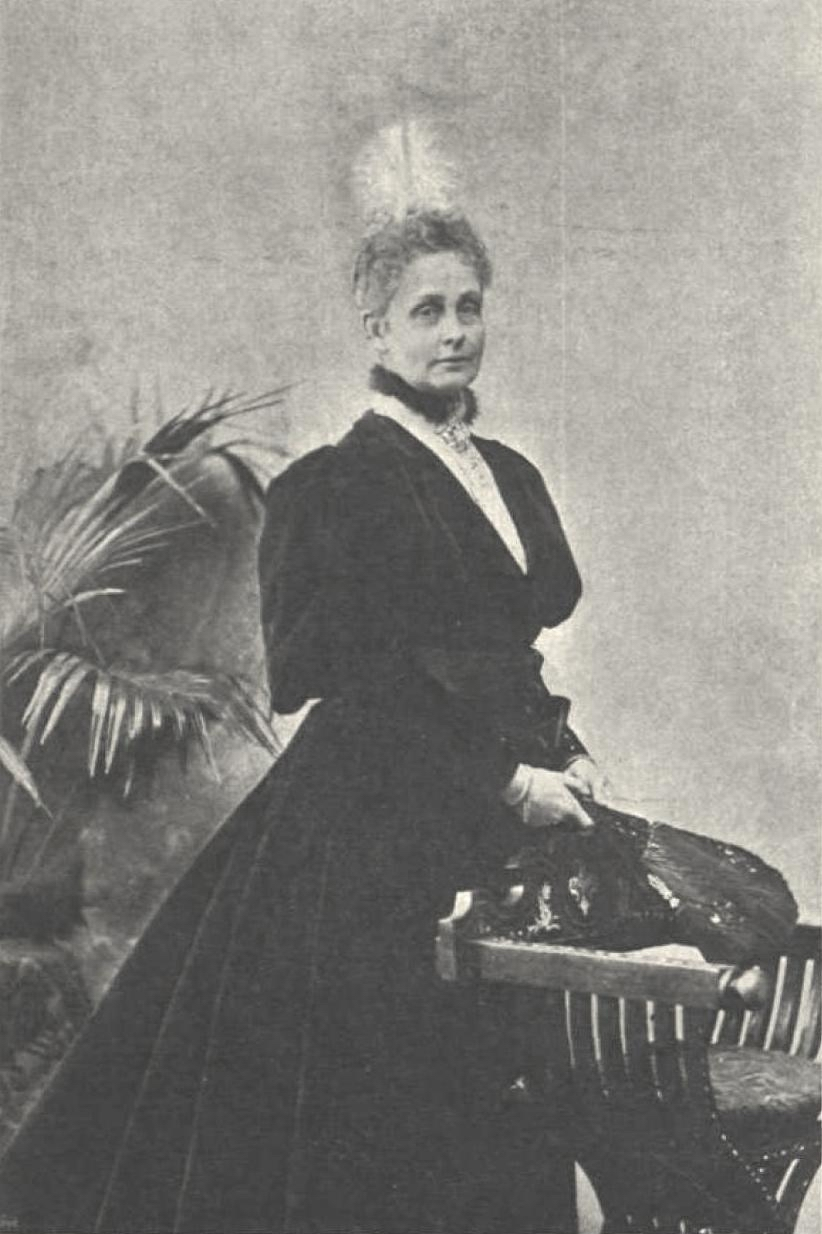
Mára Immakuláta főhercegné (a Vasárnapi Ujság képe, 1899).

Mária Immakuláta hercegnő 1844. április 14-én született Casertában, a nápoly–szicíliai Bourbon királyok palotájában. Édesapja a Bourbon-ház olasz ágából származó II. Ferdinánd (1810–1859), Nápoly és Szicília („a Két Szicília”) királya, édesanyja – az uralkodó második felesége – Mária Terézia Izabella (becenevén „Tetella”) osztrák főhercegnő (1816–1867) volt, Károly főhercegnek, Teschen hercegének (1771–1847) és Henrietta Alexandrina nassau–weilburgi hercegnő (1797–1829) leánya.
Apjának első felesége Savoyai Mária Krisztina szárd királyi hercegnő, I. Viktor Emánuel szárd–piemonti király leánya volt, akitől egy fia született, Ferenc Mária Lipót királyi herceg, trónörökös, a későbbi II. Ferenc nápoly–szicíliai király (1836–1894).
Mária Krisztina királyné halála után egy évvel, 1837-ben II. Ferdinánd király másodszor is megnősült, elvette Mária Terézia Izabella főhercegnőt. A házaspár 12 gyermekéből Mária Immakuláta hercegnő ötödiként született. Beceneveket kedvelő édesapja a törékeny alkatú kislányt „Petitta”-nek („kicsikémnek”) hívta. Testvérei (rangjuk szerint nápoly–szicíliai királyi hercegek és hercegnők): 
1. Lajos Mária (Luigi Maria, 1838–1886), Trani grófja, aki Wittelsbach-i Matilda Ludovika bajor hercegnőt, Erzsébet királyné húgát vette feleségül.
2. Albert (Alberto, 1839–1844), Castro-Giovanni grófja, kisgyermekként meghalt.
3. Alfonz Mária József (Alfonso Maria Giuseppe, 1841–1934), Caserta grófja, aki Mária Antonietta Vilma (Giuseppa) nápoly–szicíliai Bourbon-hercegnőt vette feleségül.
4. Mária Annunciáta Izabella (1843–1871), aki Károly Lajos főherceg (1833–1896) második felesége lett (Ferenc Ferdinánd trónörökös anyja).
5. Mária Immakuláta Klementina (1844–1899).
6. Kajetán Mária (Gaetano Maria, 1846–1871), Girgenti hercege, aki Mária Izabella spanyol infánsnőt vette feleségül, és megkapta az infánsi címet.
7. József Mária (Giuseppe Maria, 1848–1851), Lucero hercege, kisgyermekként meghalt.
8. Mária Pia (Maria Pia della Grazia) (1849-1882), aki I. Róbert Bourbon–pármai herceghez (1848–1907), Párma utolsó uralkodó hercegéhez ment férjhez.
9. Vincent Mária (Vincenzo Maria, 1851–1854), Melazzo grófja, kisgyermekként meghalt.
10. Paszkál Mária (Pasquale Maria, 1852–1904), Bari grófja, aki a francia Blanche de Marconnay-t vette feleségül (rangon aluli házasságban).
11. Mária Lujza Immakuláta (Maria Luisa Immacolata) (1855–1874), aki Henrik (Enrico) Bourbon-pármai herceghez (1851–1905) ment feleségül.
12. Gennaro (1857–1867), Caltagirone grófja, kisgyermekként meghalt.

Mária Immakuláta hercegnő egy évvel idősebb nővére, Mária Annunciáta hercegnő (1842–1871) a Habsburg–Lotaringiai uralkodócsalád másik tagjához, Habsburg–Lotaringiai Károly Lajos főherceghez (1833–1896), Ferenc József császár öccséhez ment feleségül 1862-ben. Az ő legidősebb fiuk lett Ferenc Ferdinánd főherceg (1863–1914), az Osztrák–Magyar Monarchia trónörököse, unokájuk pedig Károly császár és király. 
A hercegnő olyannyira szép lány volt, hogy azt még Erzsébet császárné is elismerte azzal, hogy több fényképét behelyezte az általa összeállított „Szépségek albumába” („Schönheitsalbum”). Az irigy és féltékeny Erzsébet viszont minden alkalmat megragadott, hogy gúnyos megjegyzéseivel alázza meg rokonát. Mária Immakuláta főhercegnének tizenegy gyermeke született, Ferenc József császár minden alkalommal egy szép gyöngysorral kedveskedett neki. Erzsébet emiatt nyilvánosan „gyöngyhalászoknak” gúnyolta a főhercegné családját.

### Házassága, gyermekei

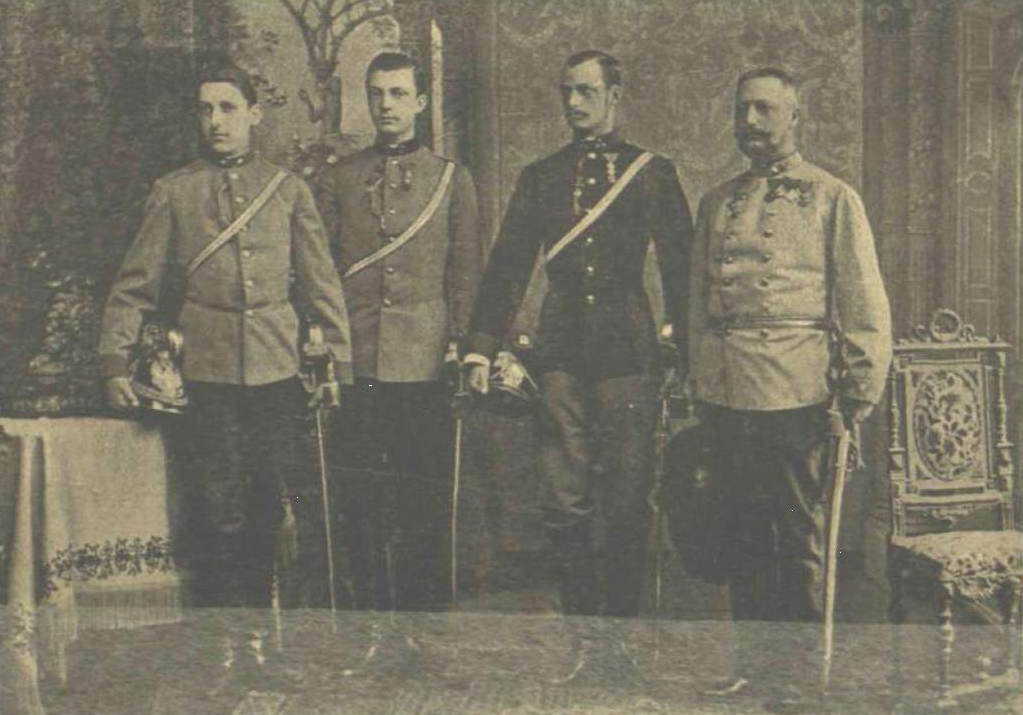
Férje, Károly Szalvátor főherceg, három fiával: Lipóttal, Ferenccel és Alberttel.

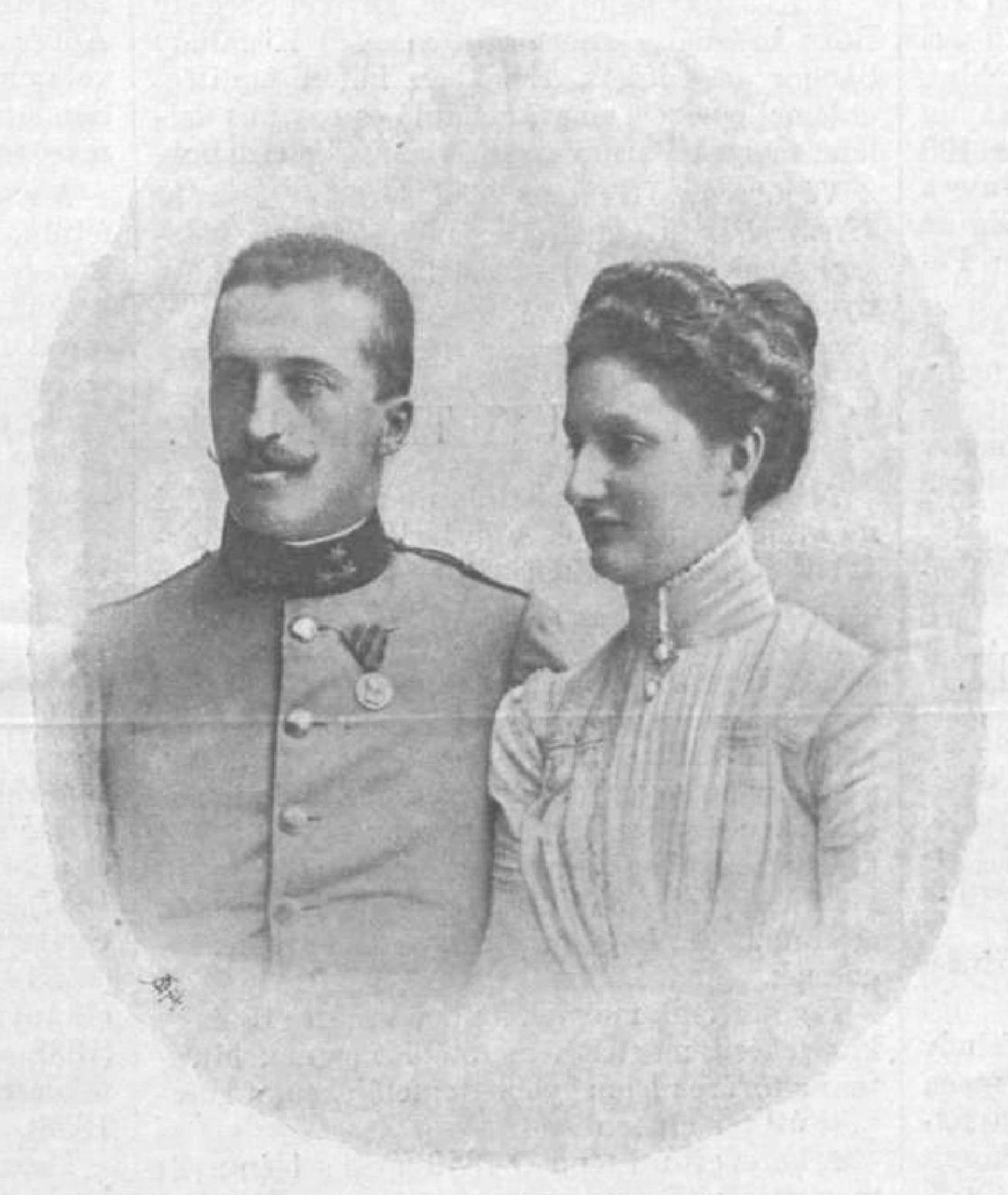
Leánya, Mária Immakuláta Raineria a férjével, Róbert württembergi herceggel

1861. szeptember 19-én Rómában Mária Immakuláta hercegnő feleségül ment Habsburg–Toscanai Károly Szalvátor főherceghez (1839–1912), II. Lipót toszkánai nagyherceg és a Bourbon-házból való Mária Antónia nápoly–szicíliai királyi hercegnő (1814–1898) fiához. Tíz gyermekük született, közülük hatan érték meg a felnőttkort:
1. Mária Terézia Antonietta főhercegnő (1862–1933), aki Károly István osztrák főherceghez (1860–1933) ment feleségül.
2. Lipót Szalvátor főherceg (1863–1931) vezérezredes, tüzértábornok.
3. Ferenc Szalvátor főherceg (1866–1939), aki 1890-ben feleségül vette Mária Valéria osztrák főhercegnőt, I. Ferenc József és Erzsébet királyné legfiatalabb leányát.
4. Karolina Mária Immakuláta főhercegnő (1869–1945), aki Ágost Lipót Szász-Koburg-Gothai herceghez (1867–1922) ment feleségül.
5. Albert Szalvátor főherceg (1871–1896), fiatalon meghalt. Katonai pályájának részeként hosszabb időt töltött Szombathelyen, mint huszártiszt. A Bozen melletti Grießben (Grieß bei Bozen) hunyt el, ahová orvosai tanácsára utazott tüdőhurutjának kezelése céljából.[1]
6. Mária Antonietta főhercegnő (1874–1891), fiatalon meghalt.
7. Mária Immakuláta Raineria főhercegnő (1878–1968), aki Róbert württembergi herceghez (1873–1947) ment feleségül.
8. Rainer Szalvátor főherceg (1880–1889), gyermekként meghalt.
9. Henrietta főhercegnő (1884–1886), kisgyermekként meghalt.
10. Ferdinánd Szalvátor főherceg (1888–1891), kisgyermekként meghalt.

Károly Szalvátor főherceg feleségeként Mária Immakuláta teljesen alárendelt, jóakaratú, gondoskodó szerepet játszott. Életét teljesen gyermekei szeretetteljes nevelésének és a jószolgálati tevékenységnek szentelte. Gyakran és szívesen tartózkodott Badenben, ahol jótétményeivel általános tiszteletet és nagyrabecsülést vívott ki.

### Halála, temetése
Életének utolsó éveiben májzsugor támadta meg. A betegség utolsó fázisában bélvérzésekkel és szívműködési problémákkal társult. 1899. február 15-én a család orvosa, dr. Widerhofer tüdőgyulladást állapított meg. Anyósának állapota Mária Valériát egyszer erre a keserű megjegyzésre késztette: „Újra és újra anyám (azaz Erzsébet királyné) jut eszembe. Mennyire felháborodott volna ő ennyi szenvedés láttán”. („Wie sie sich empört hätte gegen solches Leiden”). Mária Immakuláta főhercegné 1899. február 18-án hunyt el Bécsben, 54 éves korában. A bécsi kapucinusok templomának Ferdinánd-kriptájában (Ferdinandsgruft) temették el. Fiatalon meghalt gyermekei közül öten szintén a Ferdinánd-kriptában nyugszanak.

## Külső hivatkozások
- Az olasz Bourbonok genealógiája